# Береснев, Денис Юрьевич
Дени́с Ю́рьевич Бе́реснев (7 августа 1985, Прага) — российский актёр, телеведущий, певец. Получил известность как исполнитель главной роли в сериале «Кремлёвские курсанты» (2009—2010). Вокалист и автор текстов ульяновской рок-группы «Фауст». Ведущий программы «Беседы с батюшкой» на телеканале «Союз».

## Биография
Денис Береснев родился в семье военного в Чехословакии, всё детство он провёл в военных городках, переезжая с семьёй с места на место. В настоящее время родители проживают в Ульяновске. Отец — полковник запаса, конструктор на заводе.
После окончания школы поступил на факультет филологии, издательского дела и редактирования, параллельно с учёбой посещал театральную студию. Сдав сессию на втором курсе, поехал в Москву попробовать поступить в театральный ВУЗ. Особо не готовился: литературные отрывки выбрал из книг, стоящих на полках, программу прослушали мать и руководитель театральной студии Геннадий Николаевич Родионов. В РАТИ-ГИТИС, школе-студии МХАТ слетел с первых туров, в «Щуке» — со второго, а в Высшее театральное училище имени М. С. Щепкина, которое серьёзно не рассматривал, поступил на дневное отделение на курс В. И. Коршунова. Будучи студентом участвовал в спектаклях Малого театра, в эпизодических ролях. После окончания театрального училища, в 2008 году, Денис Береснев был принят в Московский драматический театр «Сфера». Женат.

## Фильмография
- 2008 — Дети белой богини — парень из банды (основные эпизоды 3,4,6 серии)
- 2009—2010 — Кремлёвские курсанты — курсант Дмитрий Красильников
- 2011 — Товарищи полицейские — Валерий Зимин, курсант института МВД
- 2012 — Без срока давности (11-я серия «Попутчик») — молодой Фриз
- 2012 — Превратности любви — Антон
- 2013 — Петля времени — рядовой Герасимов (эпизод. 4 серия «Дело об отрезанной голове»)
- 2014 — Московская борзая — жених
- 2015 — Рядом с нами — Сергей

## Театр

### Театральные работы
Дипломные спектакли:
- 2007 — Севильский цирюльник — Фигаро
- 2007 — Лето и дым — Папаша Гонзалес
- 2007 — Школа злословия — Кэйрлесс
- 2007 — Наш цирк — Чарли Чаплин, Музыкант
- 2008 — Дни Турбиных — Ларион Суржанский

Московский драматический театр «Сфера»:
- 2009 — Доходное место (пьеса)
- 2009 — Я пришёл дать вам волю — Татарчонок
- 2010 — Царевна Подщипа — Боярин
- 2010 — Ученик Лицея — Александр Пушкин
- 2011 — Цилиндр — Антонио
- 2013 — Вишнёвый сад — Пётр Трофимов
- 2014 — Афродита — Фёдор
- 2014 — Обыкновенная история — Александр Адуев
- 2015 — Раскас — «Жена мужа в Париж провожала»

другое
- 2010 — антреприза по пьесе Нила Саймона «Билокси Блюз». В этом спектакле были задействованы и другие актёры сериала Кремлёвские курсанты[8] — Роде
- «Двенадцатая ночь» — Курио